# Kosuke Mashiyama
Kosuke Mashiyama –en japonés, 増山香補, Mashiyama Kosuke– (9 de marzo de 1999) es un deportista japonés que compite en judo. Ganó una medalla de oro en el Campeonato Asiático de Judo de 2019, en la categoría de –90 kg.

## Palmarés internacional
| Campeonato Asiático | Campeonato Asiático | Campeonato Asiático | Campeonato Asiático |
| Año                 | Lugar               | Medalla             | Categoría           |
| ------------------- | ------------------- | ------------------- | ------------------- |
| 2019                | Fujairah (EAU)      | Medalla de oro      | –90 kg              |